# Bridge of Gairn
Bridge of Gairn ist eine Ortschaft in der schottischen Council Area Aberdeenshire. Sie liegt in der Region Deeside etwa zwei Kilometer nordwestlich von Ballater und 55 km nördlich von Dundee am nördlichen Ufer des Dee. Bridge of Gairn befindet sich am Ende des Tals Glen Gairn. Der 32 Kilometer lange Gairn mündet bei der Ortschaft in den Dee.

## Verkehr
Durch Bridge of Gairn verläuft die A93 und schließt die Ortschaft direkt an das Fernstraßennetz an. Wenige hundert Meter westlich zweigt die A939 von der A93 in Richtung Norden ab und führt über Grantown-on-Spey bis Nairn. Auf Höhe von Grantown-on-Spey kreuzt sie die A95 und bietet einen Anschluss an die Speyside in Moray.